# Filippo Argelati
Filippo Argelati (Bolonha, 1685 - Milano, 1755) foi um historiador, numismata e erudito italiano.
Foi diretor da Biblioteca Ambrosiana e em 1721 fundou em conjunto com alguns nobres milaneses a Sociedade Palatina, da qual assume a direção tipográfica. Promoveu a publicação de numerosas obras, entre as quais as mais célebres são Rerum Italicarum Scriptores de Ludovico Antonio Muratori e os quatro volumes da Bibliotheca scriptorum mediolanensium dedicados a Maria Teresa de Áustria. 